# Tucza
Tucza (biał. Туча; ros. Туча) – agromiasteczko na Białorusi, w rejonie kleckim obwodu mińskiego, około 13 km na południowy zachód od Klecka.
Wieś szlachecka położona była w końcu XVIII wieku w powiecie nowogródzkim województwa nowogródzkiego.

## Historia

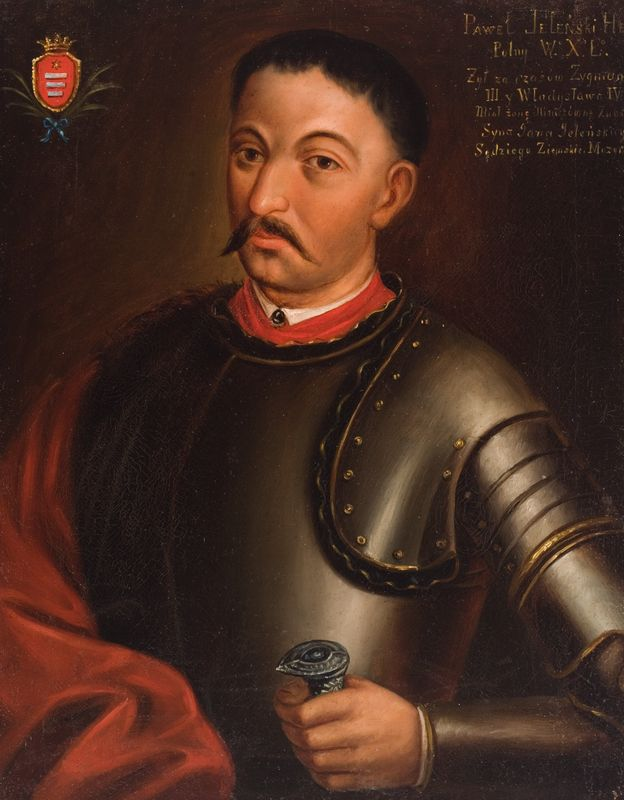
Paweł Jeleński prawdopodobnie nabył Tuczę w latach 30. XVII wieku

Pierwsza znana dziś wzmianka o Tuczy pochodzi z 1552 roku. Według tradycji rodzinnej od tego czasu do 1939 roku majątkiem tym władała rodzina Jeleńskich herbu Korczak odmienny, jednak prawdopodobnie to Paweł Jeleński kupił go (i wiele innych majątków w okolicy, w tym m.in. Dunajczyce) w latach 30. XVII wieku. Po nim majątkiem władał jego syn, Jan Jeleński (zm. w 1693 roku), mozyrski pisarz ziemski, sędzia ziemski, poseł na sejmy w 1669 i 1674 roku, deputat na  Trybunał Główny Wielkiego Księstwa Litewskiego w 1726 roku. Kolejnym dziedzicem majątku był najstarszy syn Jana, Antoni Dadźbog Jeleński (zm. w 1740 roku), podczaszy mozyrski w latach 1702–1731, mozyrski sędzia ziemski w 1742 roku, a po nim – jego syn Gedeon Jeleński (1712–1798). W drugiej połowie XVIII wieku majątek, wraz z sąsiednimi Trzeciakami (biał. Траццякі), został przez pewien czas puszczony w zastaw Obuchowiczom. Gedeon prawdopodobnie nie miał męskich potomków, w XIX wieku własność majątku przeszła na potomków jego brata, Rafała Jeleńskiego (1701–1780), kasztelana nowogródzkiego w latach 1773–1780. Po odzyskaniu niepodległości przez Polskę w XX wieku właścicielem Tuczy był praprawnuk Rafała, Józef Zygmunt Kazimierz Jeleński (1868–1922), a ostatnią właścicielką, przed 1939 rokiem była jego córka Jadwiga Mielżyńska z Jeleńskich (1916–2010). Pod koniec XIX wieku majątek liczył już tylko około 60 włók.
Po II rozbiorze Polski w 1793 roku Tucza, wcześniej należąca do województwa nowogródzkiego Rzeczypospolitej, znalazła się na terenie powiatu słuckiego (ujezdu) guberni mińskiej Imperium Rosyjskiego. Po ustabilizowaniu się granicy polsko-radzieckiej w 1921 roku Tucza wróciła do Polski, należała do gminy Siniawka w powiecie nieświeskim województwa nowogródzkiego, od 1945 roku – w ZSRR, od 1991 roku – na terenie Republiki Białorusi.
Do lat 90. XX wieku na cmentarzu znajdującym się na południowym skraju wsi stała drewniana cerkiew pw. św. Jana Chrzciciela, ufundowana przez Jeleńskich, sprzed 1836 roku. Była zabytkiem, ale została ogołocona z dawnego wystroju. Spłonęła w pożarze.
W 2009 roku we wsi mieszkały 494 osoby.
Do 28 maja 2013 roku Tucza była siedzibą miejscowego sielsowietu, obecnie należy do sielsowietu Kuchczyce.

## Dwór

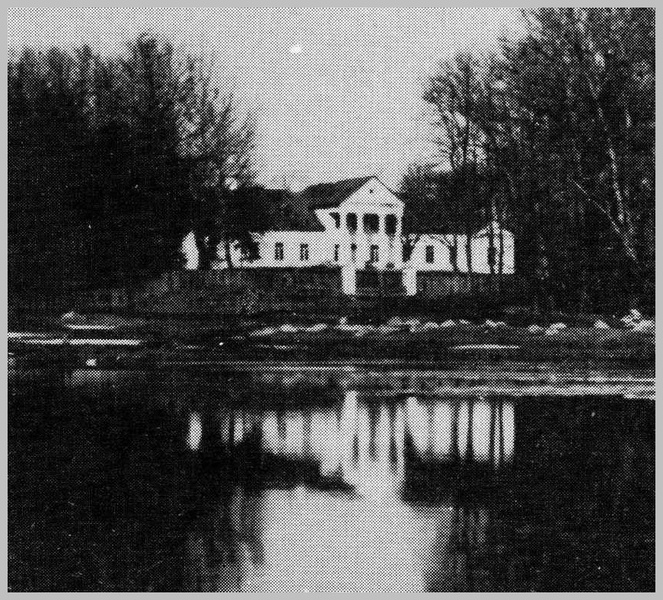
Dwór Jeleńskich przed 1914 rokiem

Jeleńscy wybudowali tu w drugiej połowie XVIII wieku murowany, klasycystyczny dwór. Był to dom wzniesiony na planie czworokąta, jedenastoosiowy, z niezbyt wysoką podmurówką i dość wysokim gładkim, gontowym czterospadowym dachem. W centralnej części, na szerokości portyku był piętrowy, w pozostałej części – parterowy. Portyk był zaprojektowany w wielkim porządku, z czterema kolumnami wspierającymi trójkątny szczyt. Od strony ogrodu elewacja była podobna, jednak zamiast portyku był taras na wysokości parteru i balkon na wysokości pierwszego piętra, wsparty na czterech kolumienkach.
Dom był otoczony parkiem. Na wprost wejścia znajdował się duży trawnik, za którym, równolegle do domu, biegł bity gościniec. Główna brama wjazdowa, składająca się z czterech kolumn, usytuowana była na lewej skrajnej osi dworu. Po prawej stronie gazonu stał spichlerz z podcieniami i łamanym, gontowym dachem. Był starszy od dworu. Do zabudowań gospodarczych prowadziła druga murowana brama, znajdująca się między spichlerzem a domem. Od strony ogrodowej, za domem znajdował się wielki prostokątny gazon, od którego odchodziły aleje lipowe, zamykające park.
Do 1914 roku dwór był stylowo urządzony, w czasie I wojny światowej wyposażenie domu zostało rozgrabione. Budynek uległ dewastacji. Przepadła cenna kolekcja pasów słuckich, licząca kilkadziesiąt sztuk. Po I wojnie światowej dwór został odrestaurowany i doposażony.
Po II wojnie światowej we dworze, remontowanym w latach 70. XX wieku, mieściły się biura miejscowego kołchozu. Obecnie dwór jest opuszczony i zdewastowany. 
W pobliżu dworu znajduje się kilka murowanych budynków gospodarczych z drugiej połowy XIX wieku. Cały zespół otacza resztka parku z dwoma stawami, szpalerami lipowymi i sadem.
W 2011 roku zespół dworski został zakupiony przez włosko-białoruskie przedsiębiorstwo Dolcze Awta (biał. Дольчэ Аўта), które zamierza przekształcić go w obiekt turystyczny.
Majątek w Tuczy został opisany w 2. tomie Dziejów rezydencji na dawnych kresach Rzeczypospolitej Romana Aftanazego.